# Richard Jenvey
Richard Jenvey – brytyjski kierowca wyścigowy.

## Kariera
Jenvey rozpoczął karierę w międzynarodowych wyścigach samochodowych w 1968 roku od startów w German Racing Championship, gdzie jednak nie zdobywał punktów. W późniejszych latach Brytyjczyk pojawiał się także w stawce 24-godzinnego wyścigu Le Mans oraz World Challenge for Endurance Drivers.